# Jean de Valette
Jean de Valette, né en 1494 à Parisot (actuel département de Tarn-et-Garonne) et mort en 1568 à Malte, est le 49e grand maître des Hospitaliers de l'ordre de Saint-Jean de Jérusalem, particulièrement connu pour avoir soutenu face aux Ottomans le siège de Malte de 1565 et avoir fondé et donné son nom à l'actuelle capitale de la République de Malte, La Valette.

## Biographie

### Origines et famille
Issu d'une famille noble du Rouergue, il est le second fils du chevalier Guillot ou Guillaume de Valette (mort en 1513), seigneur de Cornusson et de Boismenon, gentilhomme ordinaire de la Chambre du Roi, et de Jeanne de Castres (morte en 1548), qui ont eu six enfants : Guillot, Jean, Guillaume, prieur de Saint-Saturnin, François, évêque de Vabres en 1561, présent au concile de Trente en 1563, Antoinette, mariée en 1533 à Raymond de Gibry, seigneur de Caylus en Quercy et Béatrix, mariée à Hugues de Brailh, seigneur de Bramaux en Albigeois.

### Nom de famille
Le nom de la famille « Valette » trouve son origine « au bord de la rivière d'Aveyron, dont il est ainsi parlé dans les anciens actes latins, Castrum Vallatum, lingua celtica, Valleta dictum ; les masures de ce château, ainsi que la terre dépendante, aussi appelées Valetta ». Fortuné Donzel de Cuzoul, qui avait fait construire ce château fort en 1180 était le premier seigneur connu de Valette. Cette terre de Valette est passée en 1560 par mariage entre Marie de Valette Parisot et Antoine du Buisson, seigneur de Bournazel et sénéchal de Rouergue dans la maison du marquis de Bournazel.
Lors de la création à La Valette, en novembre 2012, de la place « Jean de Valette », avec l'érection en son centre d'une statue du grand maître à l'origine de la ville, une polémique s'est élevée sur la réalité du nom de ce grand maître,. Jean de Valette a eu à Malte un fils illégitime avec une femme d'origine rhodienne, Catherine Grecque. Cet enfant qui vivait en France avec sa mère, a été légitimé en mars 1568 par le roi Charles IX, sous le nom de Barthélemy de Valette.
Une large majorité d'historiens, à l’exception remarquable des historiens français, nomme ce grand maître du nom de « Jean de Valette » en accord avec les sources primaires archivées à la bibliothèque nationale de Malte. De son vivant, ce grand maître s'est toujours appelé et fait appeler, a toujours signé, du nom de « Jean de Valette ». Tous les textes anciens le citent sous le nom de « Jean de Valette », comme d'ailleurs les pièces de monnaie, gravures ou tableaux d'époque. La première exception notable se trouve dans l'abbé Vertot, historien des XVIIe et XVIIIe siècles, connu pour son histoire de l'ordre de Saint-Jean de Jérusalem, datant de 1726.
Il faut aussi noter qu'une branche de la famille « Parisot de Valette », a pris le nom de « La Valette ». Ainsi, à la suite du mariage du chevalier Guillot II, seigneur de Parisot, en 1535 avec Antoinette Nogaret de La Valette, le nom de cette branche de la famille prend le nom de « de La Valette », possiblement par association du nom de la famille d'alliance. La famille Nogaret de La Valette est originaire de Lavalette (Haute-Garonne). François, le premier marquis de La Valette, neveu du grand maître, est présent au siège de Malte, et fut le premier seigneur de sa branche à joindre l'article « La » à son nom. Un autre grand neveu, l'évêque de Vabres, François I de La Valette-Cornusson, est venu à Malte en 1563.

### Hospitalier de Rhodes (1514-1523)
En 1514, à l'âge de 20 ans, il entre dans l’ordre de Saint-Jean de Jérusalem, dont le couvent est alors l'île de Rhodes. Il est présent au siège de l'île en 1522, avec 159 autres chevaliers et le grand maître Philippe de Villiers de L'Isle-Adam et est fait prisonnier par le corsaire Dragut. Soliman le Magnifique, admirant le courage de cette poignée d'hommes, leur laisse la vie sauve et leur rend la liberté le 1er janvier 1523. Ils trouvent refuge à Civitavecchia, puis à Viterbe et à Nice.
En 1530, Charles Quint leur cède les villes de Tripoli (de Libye) et l'archipel maltais.

### Hospitalier de Malte (1530-1557)
Jean de Valette devient prieur de Saint-Gilles, est nommé gouverneur de Tripoli en 1537 et général des galères de La Religion en 1554.

### Grand maître de l'ordre (1557-1568)
Il est élu grand maître de l'Ordre le 21 août 1557.

### Grand Siège de Malte
Pour un article plus général, voir Grand siège de Malte.
Une première crise grave durant son mandat est le siège de Malte, de nouveau par l'armée de Soliman le Magnifique. En 1565, le sultan, irrité par la capture de navires turcs par les chevaliers, fait attaquer l’île de Malte avec 159 navires et 30 000 hommes sous le commandement du général Kara Mustafa. Le 18 ou le 24 mai 1565, les Turcs commencent le siège du fort Saint-Elme, défendu par 130 chevaliers, qui tombe le 23 juin. Ils investissent d’autres places, reprennent la mer le 7 septembre, débarquent de nouveau sur l’île, mais sont battus le 13 par les troupes venant du royaume de Sicile (qui dépend alors de la couronne d'Espagne, donc de Philippe II), arrivées au secours de Malte et rentrent en Turquie.
La seconde crise est celle qui l’oppose au pape Pie V. En effet, le pape s’est attribué la disposition du grand-prieuré de l’ordre à Rome et y fait nommer le cardinal Alexandrin sans en référer au grand-maître et sans payer les droits. Ce dernier envoie son ambassadeur Cambiano pour se plaindre, mais celui-ci est chassé par le pape.

### La Valette
En 1566, le grand maître fait reconstruire le fort Saint-Elme et, juste à côté, une ville nouvelle qui est baptisée de son nom (Humilissima Civitas Valettae, La Valette). Philippe II, lui envoie, pour marquer sa valeur, un poignard d'or avec la devise : Plus quam valor Valetta valet.
Jean de Valette meurt le 21 août 1568, âgé de 74 ans. Il est aujourd’hui enterré dans la crypte de la co-cathédrale Saint-Jean de La Valette.

## Galerie

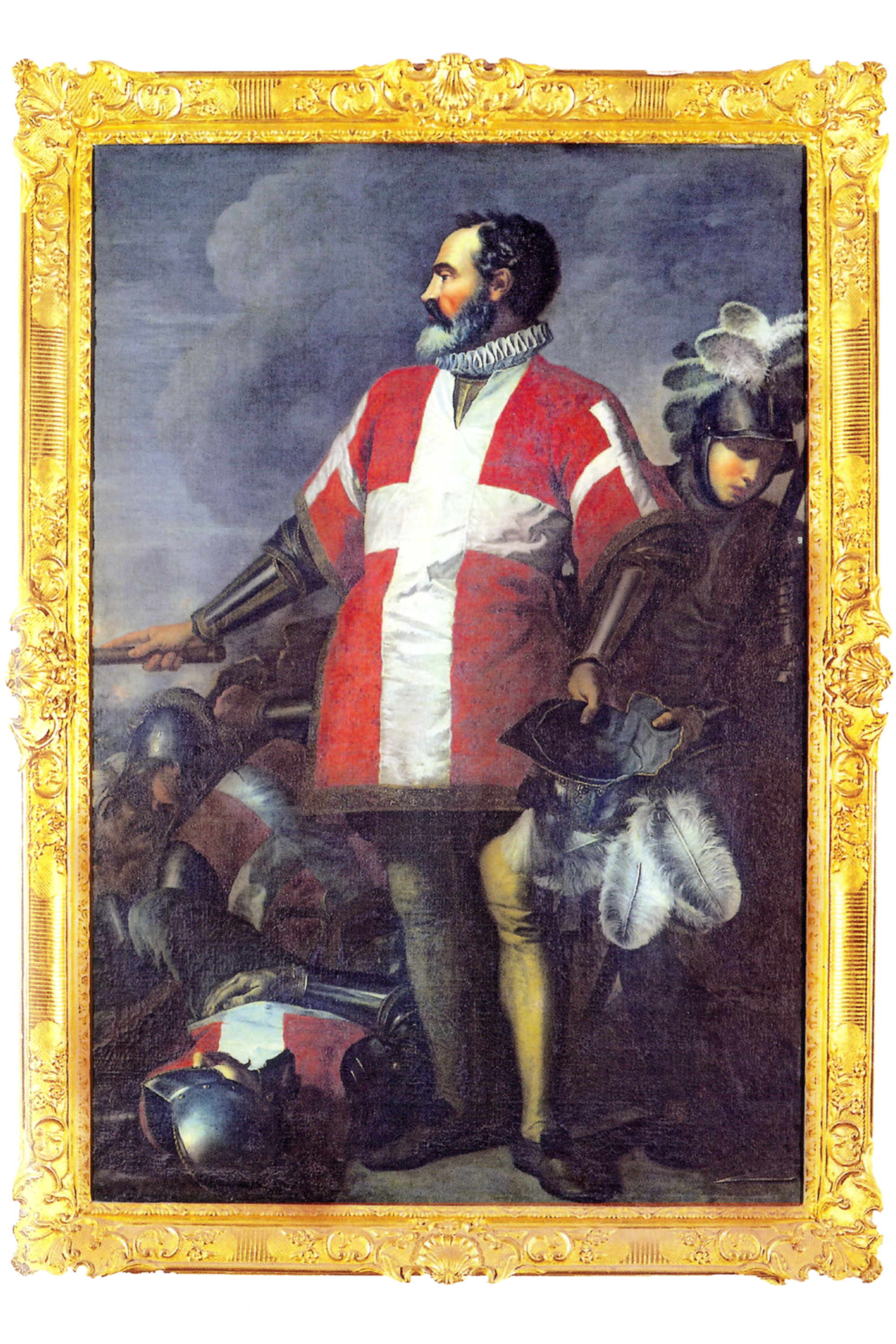
Vue d'artiste par Antoine Favray.
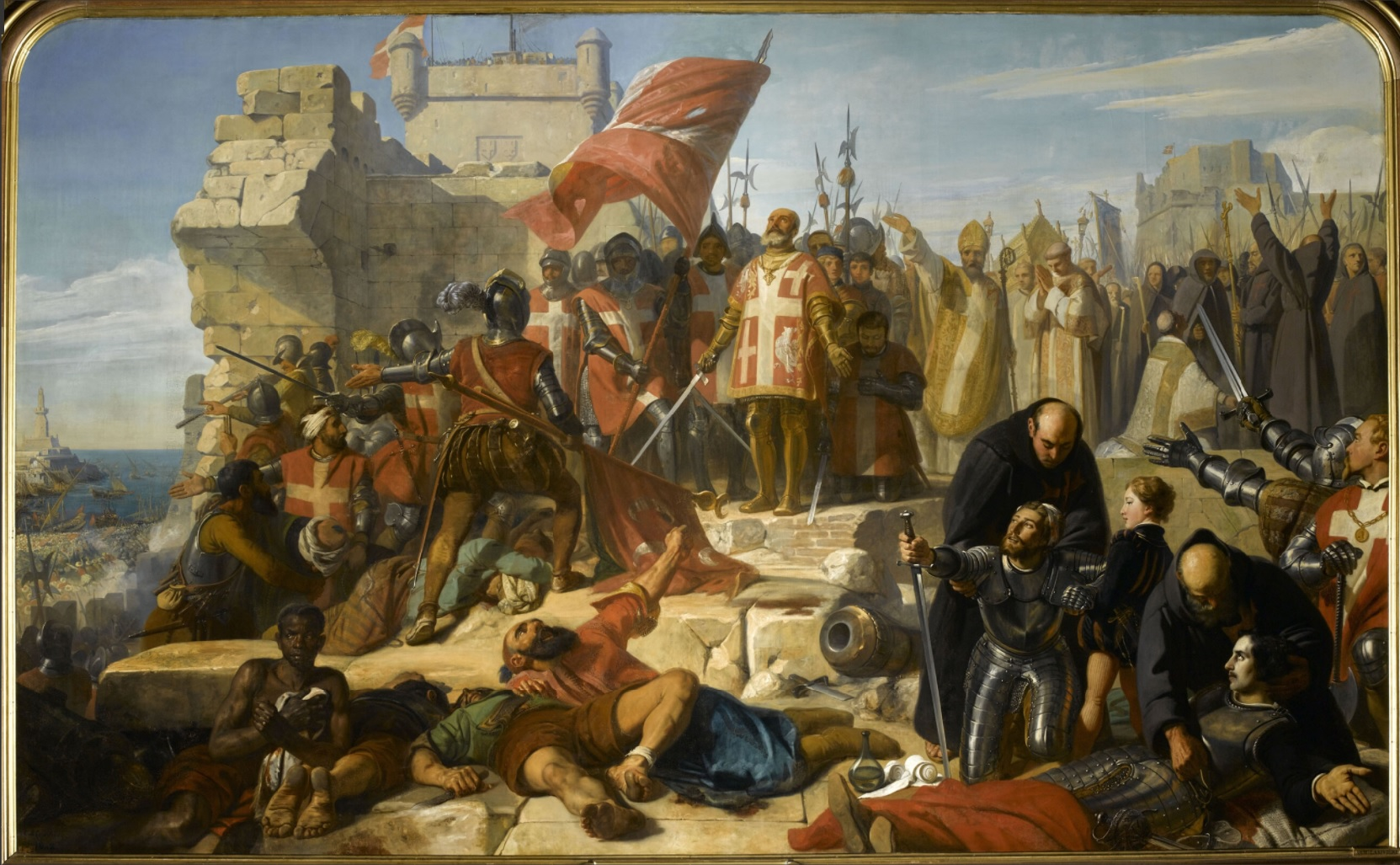
La levée du siège de Malte par Charles-Philippe Larivière.
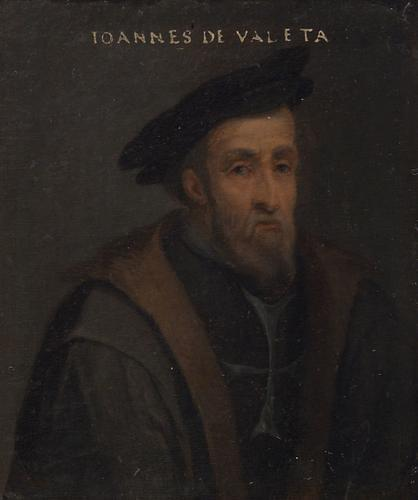
Artiste inconnu, seconde moitié du XVIe siècle, musée d'Histoire de l'art de Vienne.

## Armoiries
.
Écartelé : à la Religion ; de gueules, au gerfaut du mesme et au lion d'or lampassé et armé d'argent qui est de Morlhon-Valette.

## Fiction
Il est également un personnage du roman La Religion de Tim Willocks.

## Référencement